# ハムザ・エル・ディーン
ハムザ・エル・ディーン（Hamza El Din、1929年7月10日 - 2006年5月22日）は、エジプトの歌手、ウード奏者、タール奏者。アスワン県トシュカ出身。

## 経歴
エジプトからスーダンにまたがって位置するヌビア地方を代表するミュージシャンとされる。日本とも関係が深く、1980年代に来日し琵琶を学んだ。1990年のライブ盤『ヌビア組曲－ライヴ・イン・トーキョー－』に収められた日仏会館でのライブでは、尺八奏者三塚幸彦、ギタリスト鴻池薫、和太鼓奏者林英哲と共演している。
1990年に筑摩書房のちくまプリマーブックスから自伝的著作『ナイルの流れのように』が中村とうよう訳で刊行されている。

## ディスコグラフィー

### アルバム
- Newport Folk Festival 1964. Evening Concerts, Vol. 2(1964)
- Music of Nubia(1964)
- Al Oud(1965)
- Escalay: The Water Wheel(1971)
- Eclipse(1978)
- A Song of the Nile(1982)
- Journey(1990)
- ヌビア組曲－ライヴ・イン・トーキョー－Nubiana Suite: Live in Tokyo(1990)
- Pieces of Africa. "Escalay: The Water Wheel" (1992)
- Lily of the Nile(1995)
- Available Sound: Darius(1996)
- Muwashshah(1996)
- A Wish(1999)